# 35 Millimeter
35 Millimeter – Das Retro-Filmmagazin ist ein deutsches Printmagazin, das sich mit Filmen zwischen 1895 und 1965 beschäftigt. Es erscheint seit 2014 alle zwei Monate. Die Redaktion besteht aus Studierenden im Bereich Film, Filmwissenschaftlern und Filmliebhabern, die ihre Leidenschaft für klassische Filme teilen. Das Magazin ist ausschließlich über den Onlineshop der Webseite erhältlich.

## Zeitliche Eingrenzung und Inhalte
Der zeitliche Rahmen von 70 Jahren (1895–1965) wurde aus verschiedenen Gründen festgelegt. Zum einen lag es Herausgeber und Gründer Jörg Mathieu am Herzen „die gut alte Zeit“ des Films jüngeren Generationen näher zu bringen und die Filme aus jener Zeit davor zu retten, in Vergessenheit zu geraten. Vor allem aber ist es die Zeit von der offiziellen Geburtsstunde des Medium Film bis hin zur Ablösung des Golden Age of Hollywood durch das moderne Kino unter dem Einfluss der Nouvelle Vague in Europa.
Jede Ausgabe erscheint unter einem bestimmten Thema, welches durch Rubriken und Kolumnen, wie beispielsweise DVD- und Buchkritiken, „Der vergessene Film“ oder „On Set“, erweitert wird.
Im November 2018 erscheint anlässlich des 32. Braunschweig International Film Festivals eine Sonderausgabe des Magazins.
Seit Mai 2021 erscheint parallel zum Hauptmagazin eine Sonderreihe mit dem Titel „70 Millimeter“, die sich mit den Jahren 1966–1975 der Filmgeschichte befassen, aber anders als „35 Millimeter“ keine expliziten Themenschwerpunkt habe.

## Publikationen

### Ausgaben
| Ausgabe | Erschienen | Titelstory                                |
| #1      | 02/2014    | Das Cabinet des Dr. Calligari             |
| #2      | 04/2014    | Film Noir                                 |
| #3      | 06/2014    | Der Zombiefilm                            |
| #4      | 08/2014    | Akira Kurosawa                            |
| #5      | 10/2014    | Der Französische Film                     |
| #6      | 12/2014    | Western                                   |
| #7      | 02/2015    | Cinema Italieno                           |
| #8      | 04/2015    | 100 Jahre Technicolor                     |
| #9      | 06/2015    | Ingrid Bergman                            |
| #10     | 08/2015    | US-Filmkomiker                            |
| #11     | 10/2015    | Classic Science-Fiction                   |
| #12     | 12/2015    | Classic Horror                            |
| #13     | 02/2016    | Film im Exil                              |
| #14     | 04/2016    | Stummfilm                                 |
| #15     | 06/2016    | Happy Anniversary for 10 Classic Beauties |
| #16     | 08/2016    | Avantgarde in Film                        |
| #17     | 10/2016    | British Cinema                            |
| #18     | 12/2016    | Deutsches Nachkriegskino                  |
| #19     | 02/2017    | Der Skandalfilm                           |
| #20     | 04/2017    | Universal Studios                         |
| #21     | 06/2017    | Der Dokumentarfilm                        |
| #22     | 08/2017    | Filmpionierinnen                          |
| #23 #24 | 12/2017    | Der Gangsterfilm Der Weihnachtsfilm       |
| #25     | 02/2018    | Hitchcock Unknown                         |
| #26     | 04/2018    | RKO Pictures                              |
| #27     | 06/2018    | Filmbösewichte                            |
| #28     | 08/2018    | Somme – Sonne – Sumpf                     |
| #29     | 10/2018    | Der Erste Weltkrieg                       |
| #30     | 12/2018    | Cine Español                              |
| #31 #32 | 04/2019    | Jubiläumsausgabe Edgar Allan Poe          |
| #33     | 06/2019    | Kinderstarts                              |
| #34     | 08/2019    | Columbia Pictures                         |
| #35     | 10/2019    | Cine Mexico                               |
| #36     | 12/2019    | Winter und Schnee                         |
| #37     | 03/2020    | Barbara Stanwyck                          |
| #38     | 06/2020    | Der zweite Weltkrieg                      |
| #39     | 09/2020    | Alkohol und Drogen                        |
| #40     | 12/2020    | Warner Brothers                           |
| #41     | 03/2021    | Bette Davis                               |
| #42     | 06/2021    | Vom Stummfilm zum Tonfilm                 |
| #43     | 09/2021    | Tiere im Film                             |
| #44     | 12/2021    | Metro-Goldwyn-Mayer                       |
| #45     | 03/2022    | Animationsfilm                            |
| #46     | TBA        | Pre-Code Hollywood                        |

### 70 Millimeter
| Ausgabe | Erschienen | Thema               |
| ------- | ---------- | ------------------- |
| #00     | 05/2021    | Die Jahre 1966–1975 |
| #01     | 10/2021    | Die Jahre 1966–1975 |
| #02     | 04/2022    | Die Jahre 1966–1975 |

### Sonderausgaben
| Ausgabe | Erschienen | Thema                                        |
| #1      | 04/2015    | Das Cabinet des Dr. Caligari                 |
| #2      | 07/2016    | Jazz im Film (1927–1965)                     |
| #3      | 09/2016    | Vincent Price                                |
| #4      | 11/2018    | Braunschweig International Film Festival     |
| #5      | 11/2019    | 33. Braunschweig International Film Festival |
| #6      | 02/2022    | Noir Western                                 |
| #7      | TBA        | Gangsterfilme                                |

### Booklet-Edition
| Ausgabe | Erschienen | Thema                                               |
| #1      | 12/2017    | Ich Folgte Einem Zombie                             |
| #2      | 02/2018    | Der Mieter – Eine Geschichte aus dem Londoner Nebel |
| #3      | 04/2018    | Panik um King Kong                                  |
| #4      | 06/2018    | Apus Weg ins Leben                                  |
| #5      | 08/2018    | Tage der Gesetzlosen                                |
| #6      | 10/2018    | Für eine Handvoll Dollar                            |
| #7      | 12/2018    | Die Marx Brothers im Krieg                          |
| #8      | 02/2019    | Die schwarze Katze                                  |

### Bücher
Im Dezember 2016 erschien der erste Band der 35 Millimeter-Buchreihe. „Victor Sjöström: Film Can Be Art“ verfasst von Jens Dehn. Es ist das erste deutschsprachige Buch über den schwedischen Regisseur Victor Sjöström.
Im Frühjahr 2023 wird das zweite Buch der Reihe erscheinen: „Fritz Lang in Amerika“ von Robert Zion.

## Der Cinefonie-Tag
Seit 2015 veranstaltet Mathieu in Saarbrücken den einmal jährlichen Cinefonie-Tag, dessen Schwerpunkt bei der Verbindung von Konzert und klassischem Kino liegt. Neben Vorführungen von Filmen, die, meist ohne Originalton, von Musikern begleitet werden, umfasst das Programm Lesungen, Vorträge und andere Darbietungen rund um den klassischen Film.